# Le mal n'existe pas
Pour plus de détails, voir Fiche technique et Distribution.
Le mal n'existe pas (悪は存在しない, Aku wa sonzai shinai) est un film japonais réalisé par Ryūsuke Hamaguchi, sorti en 2023. Présenté à la Mostra de Venise 2023, il y reçoit le grand prix du jury.
Le film suit Takumi et sa fille de 8 ans Hana qui habitent en forêt et admirent les arbres et la nature dont ils connaissent et suivent les cycles. Un projet de construction d'un terrain de glamping est présenté aux habitants du village, qui le rejettent car il présente des risques pour l'environnement. Le responsable de l'entreprise portant le projet n'accepte pas de réduire les coûts que représenterait la modification demandée par les habitants, c'est-à-dire un changement du site prévu pour la fosse septique, qui polluerait l'eau de tout le village, étant en amont de la rivière. Un des deux représentants de la firme, l'homme, est tenté par la vie en forêt et envisage de changer de vie pour s'installer comme gardien du futur site. Il a une révélation en réussissant à couper une bûche à la hache quand Hana disparaît mystérieusement après l'école.

## Synopsis
Le film s'ouvre sur un vaste paysage de forêt hivernale. Takumi, veuf, vit avec sa fille Hana, âgée de huit ans, dans le paisible village de montagne japonais de Mizubiki. Il coupe du bois, fume une cigarette, va chercher de l'eau dans le ruisseau de la forêt et entend parfois des coups de feu, probablement tirés par des chasseurs de cerfs.
Lors d'une réunion communautaire, les habitants sont confrontés à une proposition d'aménagement d'un site de glamping. Takahashi et Mayuzumi, deux représentants du promoteur, présentent le projet. Cependant, les habitants expriment à l'unanimité leurs vives inquiétudes quant aux conséquences que le site aura sur leurs fragiles systèmes d'approvisionnement en eau et se moquent des tactiques de relations publiques des représentants. Takumi et d'autres leur expliquent que la capacité de la fosse septique n'est pas suffisante pour le développement prévu et que les eaux usées s'infiltreront dans la nappe phréatique qu'ils puisent dans les puits. L'entreprise est accusée de ne se soucier que de ses profits et de vouloir agir précipitamment afin de profiter avant la date limite des subventions offertes à la suite de la pandémie.
Takahashi et Mayuzumi changent d'attitude en les écoutant, mais après avoir rapporté les résultats de la réunion à leur patron, ils sont ignorés et on leur dit de ne pas changer la fosse septique, mais plutôt de séduire Takumi avec des cadeaux et de l'embaucher comme gardien du camp. Ils rentrent au village en voiture et discutent de leurs expériences de rencontres en ligne et de leur désillusion à l'égard de leur travail. Ils coupent du bois et déjeunent avec Takumi. Takahashi décide de rester au village pour y vivre et apprendre tout ce qu'il peut de Takumi. Lors d'un trajet en voiture, Takumi mentionne que les cerfs sauvages ne sont normalement pas agressifs, mais qu'un cerf vidé de son sang ou son parent peut attaquer s'il ne peut pas s'enfuir. Un autre coup de feu est entendu au loin.
Hana, la fille de Takumi, a disparu et la communauté villageoise la recherche jusque dans la nuit. Takumi et Takahashi s'aventurent dans la forêt à sa recherche et finissent par émerger dans un champ ouvert. On y voit Hana s'approcher d'une biche et de son faon, ce dernier ayant reçu une balle dans le ventre. Avant que Takahashi ne puisse se précipiter, Takumi le plaque au sol et l'étouffe jusqu'à ce qu'il perde connaissance. Hana reste immobile dans le champ, le nez en sang, avant que Takumi ne la ramasse et ne s'enfuie dans la forêt. Takahashi revient à lui, se relève péniblement et retombe. Des bruits de pas et une respiration laborieuse se font entendre faiblement sur une image de la forêt qui s'assombrit.

## Fiche technique
Sauf indication contraire, les informations mentionnées dans cette section peuvent être confirmées par la base de données cinématographiques IMDb,  présente dans la section « Liens externes ».
- Titre original : 悪は存在しない, Aku wa sonzai shinai
- Titre français : Le mal n'existe pas[1]
- Réalisation et scénario : Ryūsuke Hamaguchi
- Musique : Eiko Ishibashi (en)
- Décors : Masato Nunobe
- Photographie : Yoshio Kitagawa
- Montage : Ryûsuke Hamaguchi et Azusa Yamazaki
- Production : Ryûsuke Hamaguchi et Satoshi Takada
- Production exécutive : Shô Harada et Katsumi Tokuyama
- Sociétés de production : NEOPA et Fictive
- Sociétés de distribution : Incline (Japon) ; Diaphana Films (France)
- Pays de production :  Japon
- Langue originale : japonais
- Format : couleur
- Genre : drame
- Durée : 106 minutes
- Dates de sortie :
  - Italie : 4 septembre 2023 (Mostra de Venise 2023)
  - Belgique, France : 10 avril 2024
  - Japon : 27 avril 2024

## Distribution
- Hitoshi Omika : Takumi
- Ryô Nishikawa (ja) : Hana, la fille de Takumi
- Ryûji Kosaka : Takahashi, l'envoyé de la société Playmode
- Ayaka Shibutani : Mayuzumi, l'envoyée de la société Playmode
- Hiroyuki Miura : Kazuo, le restaurateur
- Hazuki Kikuchi : Sachi, la restauratrice
- Yoshinori Miyata : Horiguchi, le patron de la société Playmode
- Takuma Nagao : Hasegawa, le consultant de la société Playmode

## Importance de la nature et portée écologique du film
De par sa thématique et son scénario, l’ensemble de la critique se questionne – plus ou moins en profondeur – sur le discours écologique d’Hamaguchi. Bien que la menace humaine sur l’environnement soit explicite, le parti pris du film semble contrasté et ouvert aux interprétations. Reprenant les dires du réalisateur, il est lui-même un citadin pour qui l’expérience – celle de déplacer l’intrigue du métrage du milieu urbain, propre au cinéaste, à la campagne – fut « très nouvelle ». La nature devient alors source d’émerveillements mais aussi de craintes pour Hamaguchi : « Ayant une vie très urbaine, je n’ai pas de liens forts avec la nature, donc j’étais simplement ému par la beauté des paysages, […]. Et puis, et c’est une autre évidence, j’ai été frappé par la nuit profonde dans cette nature, où l’on ne voit soudain plus rien ». Ainsi, même si la forêt est un endroit en péril dont l’équilibre fébrile est à préserver, elle n’en reste pas moins violente. Même si le mal n’existe pas en elle, l’imprévisibilité naturelle peut se montrer parfois implacable.
Même si la façon de présenter l’environnement interroge, c’est avant tout par le scénario qu’est introduit le commentaire écologique du métrage. Ici – comme dans d’autres films du réalisateur – les personnages doivent faire face à une thématique par la discussion, la communication. Ces échanges autour du projet de glamping mettent face à face deux blocs distincts, les citadins contre les campagnards. Pourtant, même si la première discussion (la présentation du projet par les deux agents de communication aux habitants du village) peut sembler être un désastre, la confrontation s’éloigne vite de toute caricature pour apporter plus de nuance. Le chef du village se montre malgré tout gentil et emphatique avec les agents et Takumi, homme à tout faire du village, assumera qu’il n’y a pas de peuple ancestral vivant sur ces terres, la communauté n’étant « que » des pionniers, descendants de colons – ce qui pousse d’ailleurs ces derniers à respecter cette terre. Les personnages sont amenés à échanger sur leur propre subjectivité, le clivage entre l’inconscience des citadins et la vertu des campagnards est vite nuancée pour faire place à des possibles terrains d’entente mutuelle, une sorte d’écologie affective en somme. La fin vient pourtant brouiller les pistes. Takumi étrangle subitement Takeshi (l’un des agent), lui qui essayait de s’intégrer à la communauté. La surprise provoquée par ce geste invite à penser que Takumi n’agit pas par lui-même, mais qu’une force magique le dépasse, celle de la nature. Une nature où le mal n’existe pas mais où le jugement brutal peut parfois nous échapper à nous autres, humains. Ainsi, les blocs opposés restent distincts, sans possibilité de collaborer. L’équilibre qui menaçait d’être rompu est sauvé ou peut-être est-il déjà trop tard.

## Production

### Genèse et développement
Le projet du film commence par une demande de la compositrice Eiko Ishibashi qui souhaite que le réalisateur produise des images pour accompagner une performance musicale sur scène. Hamaguchi doit alors changer de méthode de production, lui qui écrit habituellement le scénario en premier pour ensuite diriger les acteurs et enfin mettre en scène. Eiko Ishibashi lui envoie alors trois morceaux dont il se servira pour le tournage. Elle composera ensuite le thème central à partir du film monté. Même si les deux artistes ont déjà travaillé ensemble sur Drive my car, le cinéaste éprouvera plusieurs difficultés au lancement du projet : « c’était difficile pour moi d’appréhender la direction que je devais prendre [...]. Jusqu’à présent, j’avais tendance à beaucoup écrire, à travailler avec les dialogues au centre. ». Cette contrainte à penser originellement le projet sans son le poussera à innover sa manière de filmer, les images devant être suffisamment attractives et dynamiques sans dialogues et sans bruitages.

### Tournage

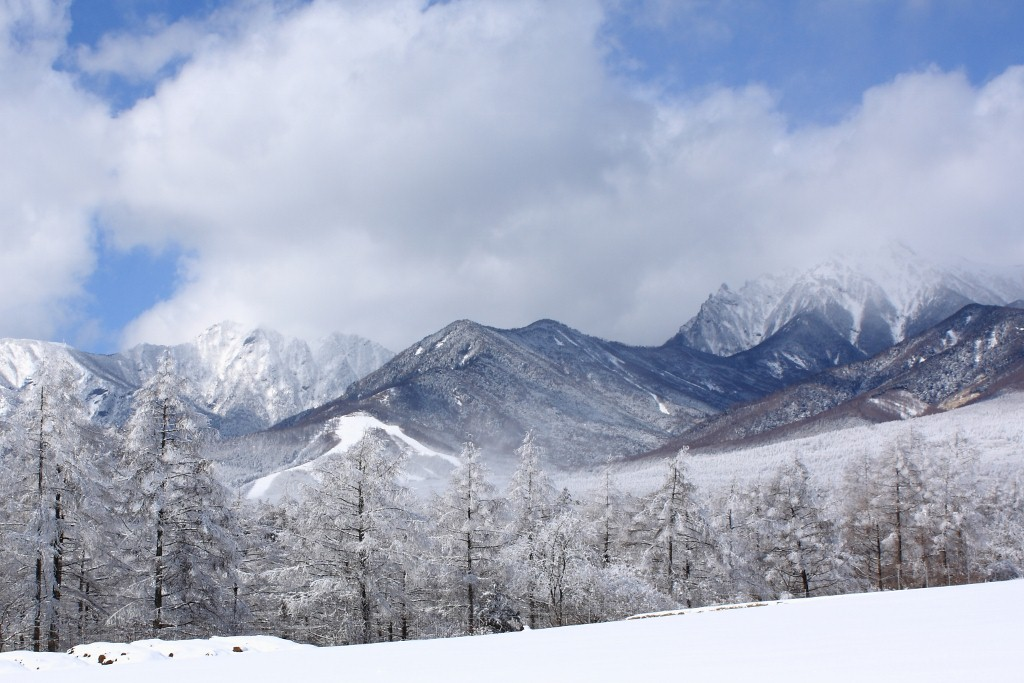
Vue panoramique sur les monts Yatsugatake.

Le tournage a lieu au Japon, notamment à Tokyo et à Nagano, ainsi que dans les monts Yatsugatake pour les volcans méridionaux.

## Récompenses
- Mostra de Venise 2023[9] :
  - Grand prix du jury[10]
  - Prix FIPRESCI